# La Chapelle-Gauthier (Eure)
La Chapelle-Gauthier is een gemeente in het Franse departement Eure (regio Normandië) en telt 358 inwoners (2005). De plaats maakt deel uit van het arrondissement Bernay.

## Geografie
De oppervlakte van La Chapelle-Gauthier bedraagt 16,7 km², de bevolkingsdichtheid is 21,4 inwoners per km².
De onderstaande kaart toont de ligging van La Chapelle-Gauthier (Eure) met de belangrijkste infrastructuur en aangrenzende gemeenten.

## Demografie
Onderstaande figuur toont het verloop van het inwonertal (bron: INSEE-tellingen).